# Kościół św. Mikołaja w Għargħur
Kościół Świętego Mikołaja (malt. Il-knisja ta' San Nikola, ang. Church of St Nicholas) – jest to mały rzymskokatolicki kościół z XVII wieku, znajdujący się w Għargħur na Malcie.

## Historia
Kościół został oryginalnie zbudowanany w XV wieku. W roku 1575, kiedy biskup Pietro Dusina wizytował Maltę, stwierdził, że kościół jest w bardzo złym stanie, a jego dach zapadnięty. Zarządził zamknięcie i rozbiórkę budynku, a materiał z niego uzyskany przeznaczyć na budowę kościoła parafialnego w Naxxar, na terenie której to parafii ówcześnie świątynia się znajdowała. Jednak wszystko wskazuje na to, że kościół został odbudowany w krótkim czasie, gdyż już w 1615, biskup Baldassare Cagliares, podczas swej wizyty, odnotował bardzo dobry stan obiektu. Kościół ten wspominany jest raz jeszcze, kiedy biskup Pietro Francesco Pontremoli, wikariusz generalny biskupa Domenico Cubellesa, wizytował go w 1634. Zanotował, że jest tam obraz przedstawiający św. Mikołaja, a kościół cieszy się przywilejem „immunitetu kościelnego” oraz że po zachodniej stronie budynku znajduje się niewielki cmentarz.
Kiedy w 1680 biskup Miguel Jerónimo de Molina odwiedził to miejsce, stwierdził dobry stan świątyni, i zanotował, że została przebudowana w tym samym roku. Raporty odwiedzających kościół biskupów D'Astiria i de Bussan, odpowiednio w latach 1673 oraz 1744, wspominają o odbywającym się corocznie 6 grudnia święcie patrona kościoła, z nieszporami i mszą śpiewaną.
Z czasem kościół zaczął być wykorzystywany jako miejsce przechowywania figur, używanych w nabożeństwach Wielkiego Tygodnia, oraz mebli kościelnych. W 2005 budynek został odrestaurowany i otwarty dla celów religijnych.

## Architektura
Fasada kościoła jest bardzo prosta, ale jednocześnie elegancka. Drzwi obramowane są dwoma pilastrami oraz kamiennym gzymsem. Ponad drzwiami znajduje się spore okno; cały budynek wieńczy trójkątny naczółek i mały kamienny krzyż. Są tam dwa proste rzygacze, po jednym z każdej strony. Zazwyczaj umieszczane są nad bocznymi ścianami, lecz kościół ma budynki przylegające z obu stron. Przed frontem jest niewielki plac.

## Wnętrze kościoła

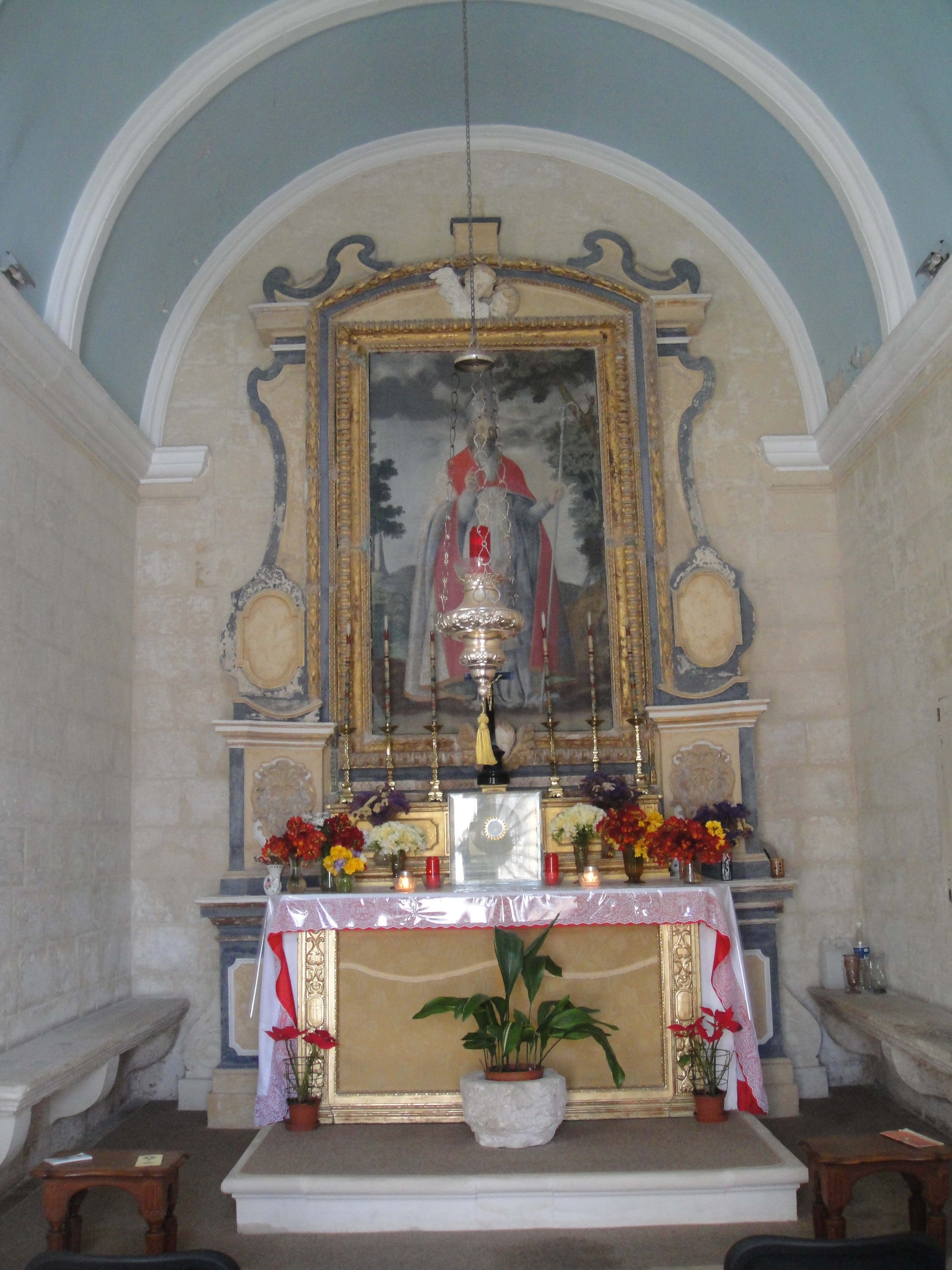
Wnętrze kościoła

Kościół św. Mikołaja, choć nie jest duży, urządzony jest przepięknie w swojej prostocie. Sufit wykonany w stylu, jaki stosowano budując kościół w XVII wieku, podzielony jest czterema kamiennymi półokrągłymi żebrami, wspierającymi się na prostej kamiennej ramie otaczającej wnętrze. Ołtarz, który jest wyżej nad resztą kościoła, uzupełniają dwie kamienne ławy, po jednej z każdej strony, przymocowane do bocznych ścian.
W retabulum znajduje się obraz z połowy XVII wieku, przedstawiający św. Mikołaja, przypisywany Gasparowi Formica, artyście z Piacenzy we Włoszech, przez jakiś czas mieszkającemu na Malcie. Obraz przedstawia św. Mikołaja, który w lewej ręce trzyma pastorał biskupi, a prawą błogosławi wiernych. W tle pokazano wspaniałą naturalną scenerię uwydatniającą osobowość świętego. W roku 1985 obraz został odrestaurowany przez Alfreda Briffa.

## Współcześnie
Kiedy w roku 2005 odrestaurowano kościół, zaczęto go znów wykorzystywać do celów religijnych. Dziś dostępny jest dla wiernych, chcących adorować Najświętszy Sakrament.